# Normand Rochefort
Normand „Norm“ Rochefort (* 28. Januar 1961 in Québec City, Québec) ist ein ehemaliger kanadischer Eishockeyspieler, der im Verlauf seiner aktiven Karriere zwischen 1977 und 1998 sowie 2002 und 2004 unter anderem 667 Spiele für die Nordiques de Québec, New York Rangers und Tampa Bay Lightning in der National Hockey League (NHL) auf der Position des Verteidigers bestritten hat. Rochefort, der in der Mitte der 1980er-Jahre als einer der besten und vielseitigsten Abwehrspieler der NHL galt, feierte seinen größten Karriereerfolg im Trikot der kanadischen Nationalmannschaft mit dem Gewinn des Canada Cups im Jahr 1987. Sein Onkel Léon Rochefort war ebenfalls professioneller Eishockeyspieler in der NHL.

## Karriere
Rochefort verbrachte seine Juniorenzeit zwischen 1977 und 1980 in der Ligue de hockey junior majeur du Québec (LHJMQ). Dort spielte der Verteidiger zunächst zwei überaus erfolgreiche Jahre bei den Draveurs de Trois-Rivières, mit denen er in beiden Spielzeiten jeweils die Coupe du Président, die Meisterschaftstrophäe der Liga gewann. Somit war die Mannschaft in beiden Jahren auch im prestigeträchtigen Memorial Cup vertreten. Bereits in seinem Rookiejahr wusste Rochefort zu überzeugen und kam auf 46 Scorerpunkte, was ihn die Auszeichnung zum Recrue de l’année, dem besten Neuling der Liga, einbrachte. Diesen Titel teilte er sich mit Denis Savard. Nach einer weiteren guten Spielzeit, in der er sich auf 74 Punkte gesteigert hatte, ging er auch in seinem dritten Jahr zunächst als Spieler der Draveurs aufs Eis. Allerdings wurde er im November 1979 innerhalb der Liga zu den Remparts de Québec transferiert, wo er die Saison 1979/80 beendete. Als Kompensation hatten die Remparts zwei Spieler und einen Erstrunden-Draftpick nach Trois-Rivières abgegeben. Zur Überraschung vieler wurde Rochefort schließlich im NHL Entry Draft 1980 bereits in der zweiten Runde an 24. Position von den Nordiques de Québec aus der National Hockey League (NHL) ausgewählt, die sich damit die Dienste des heimischen Talents sicherten.
Zu Beginn der Spielzeit 1980/81 stand der Abwehrspieler weiterhin im Kader der Remparts, ehe er nach neun Einsätzen schließlich Anfang November 1980 in die NHL zu den Nordiques beordert wurde. Dort stellte sich schnell heraus, dass Québec im vorangegangenen Draft ein Glücksgriff gelungen war, denn Rochefort entwickelte sich – nach den üblichen Anfangsproblemen eines Rookie-Verteidigers – zu einem soliden Spieler in der Defensive, der ab seinem zweiten Jahr in der Liga stets eine positive Plus/Minus-Bilanz aufwies. Zudem trug der vielseitige Defensivakteur auch immer einen gewissen Teil in der Offensive bei und erreichte – sofern weitgehend verletzungsfrei – pro Spielzeit um die 25 Punkte. Dennoch gehörten immer wieder längere Ausfallzeiten zu Rocheforts Vita. Unter anderem verpasste er große Teile der Spielzeiten 1985/86 und 1987/88 aufgrund von Problemen im rechten Knie. Besonders bitter erwies sich die hartnäckige Verletzung ab dem Beginn des Spieljahres 1987/88, nachdem er ihm in Folge seiner Auftritte beim Canada Cup 1987 endlich auch die nationale Anerkennung seiner Leistungen zuteilwurde. Seine Verletzungsanfälligkeit und Differenzen mit dem Management der Nordiques führten im August 1988 schließlich dazu, dass er gemeinsam mit Jason Lafrenière zu den New York Rangers transferiert wurde. Die Rangers gaben dafür mit Bruce Bell, Jari Grönstrand und Walt Poddubny gleich drei Spieler sowie ein Viertrunden-Wahlrecht im NHL Entry Draft 1989 als Ausgleich ab.
In Diensten der New York Rangers konnte der Franko-Kanadier seine Verletzungsprobleme jedoch auch nicht ablegen. Bereits in der Frühphase der Saison 1988/89 verletzte er sich dreimal an seinem ohnehin geschädigten, rechten Knie und kam so auf lediglich elf Saisoneinsätze. Diese Misere setzte sich im folgenden Jahr fort, sodass eine umfassende Wiederherstellungsoperation des rechten Knies vonnöten war. Weitere Verletzungen führten letztlich dazu, dass der Verteidiger über einen Zeitraum von vier Spielzeiten bis zum Frühjahr 1992 inklusive der Playoffs nur 122 Spiele für die Broadway Blueshirts bestritt. Nach der Spielzeit 1991/92 wurde sein Vertrag folglich seitens der Rangers nicht verlängert und Rochefort fand danach auch keinen neuen Arbeitgeber in der NHL.
Er wechselte daher zur Saison 1992/93 zu den Eisbären Berlin aus der Eishockey-Bundesliga. Dem Bundesliga-Aufsteiger aus Ost-Berlin war damit ein echter Transfercoup gelungen. Der Defensivakteur absolvierte im Saisonverlauf 17 Spiele für die Eisbären und punktete dabei sechsmal, ehe er wieder nach Nordamerika zurückkehrte. Dort hatte er Anfang September 1993 einen Probevertrag beim Expansion-Franchise Tampa Bay Lightning aus der NHL erhalten. Am Ende des Monats wurde er schließlich fest verpflichtet. Allerdings stellte sich nach sechs Einsätzen zu Saisonbeginn schnell heraus, dass er keine Zukunft in der NHL mehr hatte. Daher wurde der Abwehrspieler ins Farmteam Atlanta Knights in die International Hockey League (IHL) abgegeben, mit dem er am Saisonende den Gewinn des Turner Cups feiern konnte. Diesen Erfolg wiederholte er im folgenden Spieljahr mit seinem neuen Team Denver Grizzlies. In den folgenden Jahren verblieb Rochefort in der IHL und spielte dort in der Saison 1995/96 für die San Francisco Spiders, danach noch zwei Jahre bis zum Sommer 1998 für die Kansas City Blades, ehe er seine aktive Karriere im Alter von 37 Jahren zunächst beendete.
Nach vier Jahren Pause kehrte der Kanadier zur Saison 2002/03 – inzwischen 41-jährig – aus dem Ruhestand zurück. Er ging in der Folge für einige Begegnungen für die Muskegon Fury in der United Hockey League (UHL) sowie hauptsächlich die Promutuel de Rivière-du-Loup in der Ligue de hockey semi-professionnelle du Québec (LHSPQ) aufs Eis. Die Saison 2003/04 verbrachte er bei deren Ligakonkurrenten Garaga de Saint-Georges-de-Beauce in der nun Ligue de hockey senior majeur du Québec (LHSMQ) benannten Liga. Schließlich beendete er seine Karriere in der Spielzeit 2004/05 bei den Jacksonville Barracudas in der Southern Professional Hockey League (SPHL), wo er für einige Partien gemeinsam mit seinem Sohn auflief.

### International
Auf internationaler Ebene kam Rochefort bei zwei Wettbewerben zu Einsätzen. Einerseits repräsentierte er die National Hockey League im Rahmen des sogenannten Rendez-vous ’87 gegen die Nationalmannschaft der UdSSR und wenige Monate später kam er im Trikot der kanadischen Nationalmannschaft zu Einsätzen beim Canada Cup 1987.
Im Rahmen des Rendez-vous ’87 kam Rochefort in einer der beiden Spiele der Serie zum Einsatz. Beim Canada Cup war er Stammspieler und bestritt neun Spiele. Seinen einzigen Treffer erzielte er dabei zum zwischenzeitlichen 1:0 im zweiten Finalspiel gegen die UdSSR. Darüber hinaus bereitete er im Turnierverlauf zwei weitere Treffer vor und gewann am Turnierende mit den Kanadiern die Goldmedaille, was zugleich den größten Erfolg seiner Karriere darstellte.

## Erfolge und Auszeichnungen
| - 1978 Coupe-du-Président-Gewinn mit den Draveurs de Trois-Rivières - 1978 LHJMQ Recrue de l’année (gemeinsam mit Denis Savard) - 1979 Coupe-du-Président-Gewinn mit den Draveurs de Trois-Rivières - 1979 LHJMQ Third All-Star Team - 1979 Memorial Cup All-Star Team | - 1980 LHJMQ Second All-Star Team - 1987 Teilnahme am Rendez-vous ’87 - 1994 Turner-Cup-Gewinn mit den Atlanta Knights - 1995 Turner-Cup-Gewinn mit den Denver Grizzlies |

### International
- 1987 Goldmedaille beim Canada Cup

## Karrierestatistik

### International
| Vertrat die National Hockey League bei: - Rendez-vous ’87 | Vertrat Kanada bei: - Canada Cup 1987 |

(Legende zur Spielerstatistik: Sp oder GP = absolvierte Spiele; T oder G = erzielte Tore; V oder A = erzielte Assists; Pkt oder Pts = erzielte Scorerpunkte; SM oder PIM = erhaltene Strafminuten; +/− = Plus/Minus-Bilanz; PP = erzielte Überzahltore; SH = erzielte Unterzahltore; GW = erzielte Siegtore; 1 Play-downs/Relegation; Kursiv: Statistik nicht vollständig)